# Júlia da Costa

Júlia da Costa

Júlia Maria da Costa (* 1. Juli 1844 in Paranaguá, Brasilien; † 12. Juli 1911 in São Francisco do Sul, Brasilien) war eine brasilianische Dichterin.

## Leben
Júlia Maria da Costa wurde 1844 als Tochter von Alexandre José da Costa und Maria Machado da Costa geboren. Mit Hilfe des Priesters und Schriftstellers Joaquim Gomes de Oliveira Paiva (1821–1869) aus Desterro, heute Florianópolis, veröffentlichte sie zwei Gedichtbände: Flores dispersas – 1ª série („Verteilte Blumen“) und Flores dispersas – 2ª série. Unter den Pseudonymen Sonhadora („Träumerin“), Americana („Amerikanerin“)  und J.C. publizierte sie neben Lyrik auch Aufzeichnungen über zeitgenössische Mode und gesellschaftliche Ereignisse.
Auf Druck ihrer Familie heiratete sie 1871 den reichen und dreißig Jahre älteren Comendador Francisco da Costa Pereira, den Vorsitzenden der konservativen Partei (Partido Conservador) in einer Zweckehe. Sie liebte jedoch den fünf Jahre jüngeren Dichter Benjamin Carvoliva, mit dem sie – nach der Heirat heimlich – fast täglich über tote Briefkästen in Briefkontakt stand. In einem dieser Briefe schlug sie vor, gemeinsam zu fliehen – aber Carvoliva floh bereits vor ihr und verlobte sich später mit der Lyrikerin Izabel Dias Bello. Desillusioniert schrieb sie immer hoffnungslosere und melancholischere Gedichte, die sie in Zeitungen veröffentlichte, und besuchte immer mehr Feste. Als Ventil ihres Aufruhrs färbte sie sich die Haare schwarz (was zu dieser Zeit nur Prostituierte und Künstler taten) und engagierte sich politisch.
Nach dem Tod ihres Mannes, der in ihrem Haus viele Empfänge stattfinden ließ, wurde ihr die Einsamkeit unerträglich. Wegen wachsenden Verfolgungswahns verließ sie das Haus nur für Friedhofsbesuche, plante aber einen romantischen Roman und begann Landschaftsmalerei. Nach acht Jahren Einsamkeit starb sie. Sie verbrachte ihr gesamtes Leben auf der Ilha de São Francisco do Sul. 
Literarisch wurde ihr Leben in dem Roman Júlia des Schriftstellers Roberto Gomes verarbeitet, der 2008 erschien. In Curitiba ist eine Straße nach ihr benannt, die Alameda Júlia da Costa. Bestattet wurde sie in ihrer Geburtsstadt, wo die Überreste 2009 wiederentdeckt und auf das Gelände des Instituto Histórico e Geográfico de Paranaguá (IHGP) umgebettet wurden. Sie galt als erste Lyrikerin in der damaligen Provinz Paraná und gehörte literarisch zur ersten Generation der lyrischen brasilianischen Romantik. Aldine Nóbrega gliedert das lyrische Werk in die Grundströmungen Hoffnung, Desillusion und Demenz.

## Werke
- Flores dispersas. Primeira série. Desterro 1867
- Flores dispersas. Segunda série. 1868
- Poesias completas. Edição do Centro de Letras do Paraná, Curitiba 1913
- Um século de poesia. Poetisas do Paraná. Centro Paranaense Feminino de Cultura, Curitiba 1959 (enthält zwei bis dahin unveröffentlichte Gedichtsammlungen Flores dispersas – 3ª série und Bouquet de violetas von 1868)
- Poesia. Imprensa Oficial do Paraná, Curitiba 2001, ISBN 85-88190-20-6